# El ángel de las tinieblas
El ángel de las tinieblas (en inglés, The Dark Angel) es una película romántica estadounidense de 1935 hecha dirigida por Sidney Franklin y protagonizada por Fredric March y Merle Oberon en sus papeles principales.

## Sinopsis
Kitty Vane, Alan Trent y Gerald Shannon han sido amigos inseparables desde la infancia. Kitty siempre ha sabido que se casará con uno de ellos, pero ha esperado hasta el inicio de la Primera Guerra Mundial antes de escoger finalmente a su pretendiente, que es Allan. Pero Allan perderá la vista combatiendo en el frente.

## Reparto
- Fredric March como Alan Trent
- Merle Oberon como Kitty Vane
- Herbert Marshall como Gerald Shannon
- Janet Beecher como Mrs. Shannon
- John Halliday como Sir George Barton
- Claud Allister como Lawrence Bidley
- Frieda Inescort como Ann West

## Premios y distinciones
Premios Óscar
| Año  | Categoría               | Persona           | Resultado |
| ---- | ----------------------- | ----------------- | --------- |
| 1936 | Mejor dirección de arte | Richard Day       | Ganador   |
| 1936 | Mejor actriz            | Merle Oberon      | Nominada  |
| 1936 | Mejor sonido            | Thomas T. Moulton | Nominado  |

## Recepción
Fue la duodécima película más taquillera de Reino Unido en el bienio de 1935–36.